# Frozen Alive
Frozen Alive è il primo DVD ufficiale per il gruppo degli Obituary. Registrato in Polonia durante il tour di supporto per Frozen in Time. Esiste anche una versione speciale che contiene l'intero concerto su compact disc.

## Tracce
1. (Intro: Rain)
2. Redneck Stomp
3. On the Floor
4. Insane
5. Chopped in Half
6. Turned Inside Out
7. Dying
8. (Internal Bleeding Intro)
9. Internal Bleeding
10. Back to One
11. Find the Arise
12. Back Inside
13. Threatening Skies
14. By the Light
15. (Kill for Me Intro)
16. Kill for Me
17. Solid State
18. Stand Alone
19. Back from the Dead
20. Lockjaw
21. Slow Death
22. Til Death
23. Slowly We Rot